# Kelurahan Setiabudi
Kelurahan Setiabudi är en administrativ by i Indonesien.   Den ligger i provinsen Jakarta, i den västra delen av landet. Huvudstaden Jakarta ligger i Kelurahan Setiabudi.[källa behövs]